# Заставодавець
Заставодавець — сторона у договорі застави (юридична особа або фізична особа), боржник за договором або третя особа (майновий поручитель), власник речі або особа якій належить майнове право, а також особа, якій власник речі або особа, якій належить майнове право, передали річ або майнове право з правом їх застави.
Цивільний кодекс України відзначає право заставодавця щодо користування та розпорядження предметом застави, обмеження яких може передбачатись тільки договором застави для кожного окремого випадку.

## Права заставодавця
- користуватись предметом застави, відповідно до його призначення;
- здобувати з предмету застави плоди та доходи, якщо це випливає із суті застави;
- відчужувати предмет застави або передавати його у володіння третьої особи, але лише за згодою Заставодержателя.

Важливо пам'ятати, що право застави виникає з моменту укладання договору застави, у випадках коли договір застави підлягє нотаріальному посвідченню, — з моменту його нотаріального посвідчення.